# GEM
GEM je skraćenica engleske složenice Graphics Environment Manager i predstavlja grafički međuskop kojeg je razvila Digital Research za operacijski sustav CP/M. GEM skupa s inačicom operacijskog sustava CP/M-68k koristila su računala Atari ST, dok je GEM bio komponenta koja se učitavala povrh MS-DOS-a kod IBM-PC računala kao jeftina alternativa za korisnički grafički međuskop sve do pojave Microsoft Windows 3.0, nakon čega GEM polako nestaje s pozornice računarske industrije. Kod Atari ST, GEM inačica DOS-a, zvala se GEMDOS.